# Zillingtal
Zillingtal (węg. Völgyfalu, burg.-chor. Celindof) – gmina w Austrii, w kraju związkowym Burgenland, w powiecie Eisenstadt-Umgebung. Liczy 925 mieszkańców (2016).